# Autostrada A5 (Niemcy)
Autostrada A5 (niem. Bundesautobahn 5 (BAB 5), także Autobahn 5 (A5)) – autostrada w Niemczech przebiegająca od Hattenbacher Dreieck w Hesji na południe do szwajcarskiej granicy w Bazylei, gdzie łączy się z siecią autostrad i przechodzi w szwajcarską A2.
Geograficznie A5 jest jednym z najważniejszych szlaków drogowych Europy, wiodących z północy (Oslo i Sztokholm) na południe (Sycylia bądź Hiszpania). W węźle Frankfurter Kreuz A5 krzyżuje się z autostradą A3, biegnącą od holenderskiej granicy, wzdłuż dolnego Renu i dalej w kierunku południowo-wschodnim do austriackiej granicy w Passawie. Omawiane skrzyżowanie autostrad czyni A5 w tym miejscu jednym z najważniejszym węzłów drogowych w Niemczech. Na południe od miasta Fryburg – w Breisgau – A5 odgałęzia się i łączy z francuską siecią autostrad, przez którą biegnie główne połączenie do Hiszpanii.
Długość całkowita A5 wynosi 445 km, z czego 115 km w Hesji i około 330 km w Badenii-Wirtembergii. Kilometraż przejmuje A5 od autostrady A7 i dlatego na północy A5 rozpoczyna się na słupku nr 372 (Hattenbacher Dreieck) a kończy na kilometrze 814 (granica w Bazylei). Odcinki między Westkreuz-Frankfurt a Frankfurter Kreuz, jak i między Frankfurter Kreuz a Darmstädter Kreuz należą do niewielu odcinków posiadających po 4 pasy ruchu w każdym kierunku. Odcinek Frankfurter Kreuz do Zeppelinheim/Dreieich ze 150.700 samochodami na dzień należy do najbardziej zatłoczonych tras w Niemczech (miejsce 9., stan na 2005).

## Historia
23 września 1933 roku Adolf Hitler dokonał uroczystego rozpoczęcia budowy odcinka Frankfurt am Main – Darmstadt, który stanowić miał część autostrady leżącej na osi północ – południe. Odcinek ten został otwarty 19 maja 1935 roku. Mimo to A5 nie jest najstarszą autostradą, lecz „jedynie” pierwszą autostradą Rzeszy Niemieckiej, a właściwie III Rzeszy. Autostrada lokalna z Kolonii do Bonn (dzisiejsza A555) została oddana do ruchu już w 1932 roku. O miano najstarszej autostrady ubiega się również berliński AVUS (oddany do ruchu w 1921 roku).
Autostrada A5 planowana była pierwotnie jako jednolity odcinek o nazwie HaFraBa, biegnący od Hamburga przez Frankfurt nad Menem do Bazylei (stąd nazwa „Ha”mburg-„Fra”nkfurt-„Ba”sel). W następstwie przenumerowania autostrad, północny odcinek od Hattenbacher Dreieck stał się autostradą A7, która biegnie dziś od duńskiej granicy we Flensburgu do austriackiej granicy w Kempten (Allgäu).
Dalsze plany zakładały poprowadzenie A5 na północ przez: Gießen, Löhne i Bremen. Plany te jednak zarzucono. Jedyny wybudowany fragment A5 na północ od Gießen to krótki odcinek krajowej B61, kończący się węzłem Dreieck Löhne. B61 została wybudowana tutaj na wzór autostrady (posiada również niebieskie autostradowe znaki drogowe). Ten krótki odcinek trasy szybkiego ruchu kończy się, przechodząc w autostradę A30.
Odcinek między Hattenbacher a Reiskirchener Dreieck był przez wiele lat oznaczany jako A48, ponieważ według planów miał być włączony do Dernbacher Dreieck autostrady A48 a przedłużenie A5 miało przebiegać inną trasą. Jednak wszystkie te plany zarzucono a przedłużenie samej A48 jest do dziś więcej niż niepewne. Po jakimś czasie A5 przejęła numerację od A48, jednak nie miało to wpływu na numerację przyłączy, gdyż została ona wprowadzona później.
W latach 30. XX wieku na autostradzie A5 (na południe od dzisiejszego Frankfurter Kreuz) wielokrotnie przeprowadzano próby bicia rekordu prędkości. Tutaj też uległ śmiertelnemu wypadkowi kierowca wyścigowy Bernd Rosemeyer, który wcześniej pobił rekord 400 km/h. Kamień upamiętniający tego kierowcę stoi na pierwszym parkingu za wyjazdem Langen/Mörfelden (w kierunku południowym).
Części autostrady A5 i A8 wykorzystywane były między 1946 a 1951 rokiem do wyścigów „Karlsruher Dreiecksrennen”, w których udział brali tacy zawodnicy, jak Karl Kling czy Hans Stuck.

## Budowa
Wraz z budową „górskiej autostrady” Darmstadt-Heidelberg powstało w 1968 roku drugie i zarazem bezpośrednie połączenie, i autostrada A5 zmieniła swój przebieg. W następstwie podjętych kroków budowlanych powstała również autostrada A659 jako droga dojazdowa do Mannheim.
Gdy odcinek między Frankfurter Kreuz a Nordwestkreuz Frankfurt osiągnął szczyt swojej przepustowości, zaplanowano dla tego odcinka modernizację drogi (po 6 pasów w każdym kierunku). Powodem szybko następujących po sobie zjazdów i wjazdów jest gęsta sieć dróg na tym obszarze. Problemem w ich planowaniu było to, że A5 na tym obszarze przechodzi przez gęsto zabudowane rejony – dzielnice Frankfurtu nad Menem (Griesheim, Gallus i Bockenheim).
Także odcinek między Baden-Baden a Fryburgiem powinien w niedługim czasie zostać poszerzony o trzeci pas ruchu w każdym kierunku.
Na rok 2008 przewiduje się oddanie do użytku będącego obecnie w budowie przyłącza Rastatt-Süd (nr 50), które połączy A5 z nowo budowaną drogą krajową B36. Będzie się ono znajdowało między mostem Murgbrücke a zajazdem Baden-Baden. Według projektów i miejscowego planu zagospodarowania przestrzennego powiatu Rastatt planowany jest w tym miejscu wyjazd Rastatt-Mitte. Jego oddanie wiąże się pośrednio z planowanym na rok 2008 wybudowaniem filii szwedzkiej IKEI i wiążącym się z tym wzrostem natężenia ruchu.